# Рафелбуньйол
Рафелбуньйол, Рафельбуньйоль (валенс. Rafelbunyol, ісп. Rafelbuñol, офіційна назва Rafelbunyol) — муніципалітет в Іспанії, у складі автономної спільноти Валенсія, у провінції Валенсія. Населення — 8331 особа (2010).

## Географія
Муніципалітет розташований на відстані близько 300 км на схід від Мадрида, 14 км на північ від Валенсії.
На території муніципалітету розташовані такі населені пункти: (дані про населення за 2010 рік)
- Рафелбуньйол: 8322 особи
- Урбанісасьйон-Льядро: 9 осіб

## Демографія
Динаміка населення (INE ):

## Галерея зображень

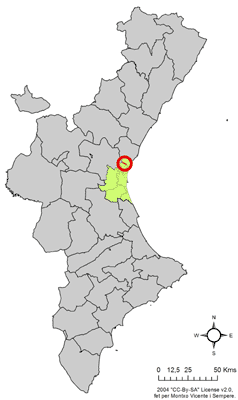
Розташування муніципалітету Рафелбуньйол у автономній спільноті Валенсія
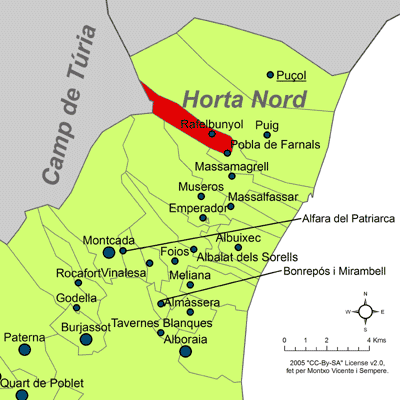
Розташування муніципалітету Рафелбуньйол у комарці Уерта-Норте
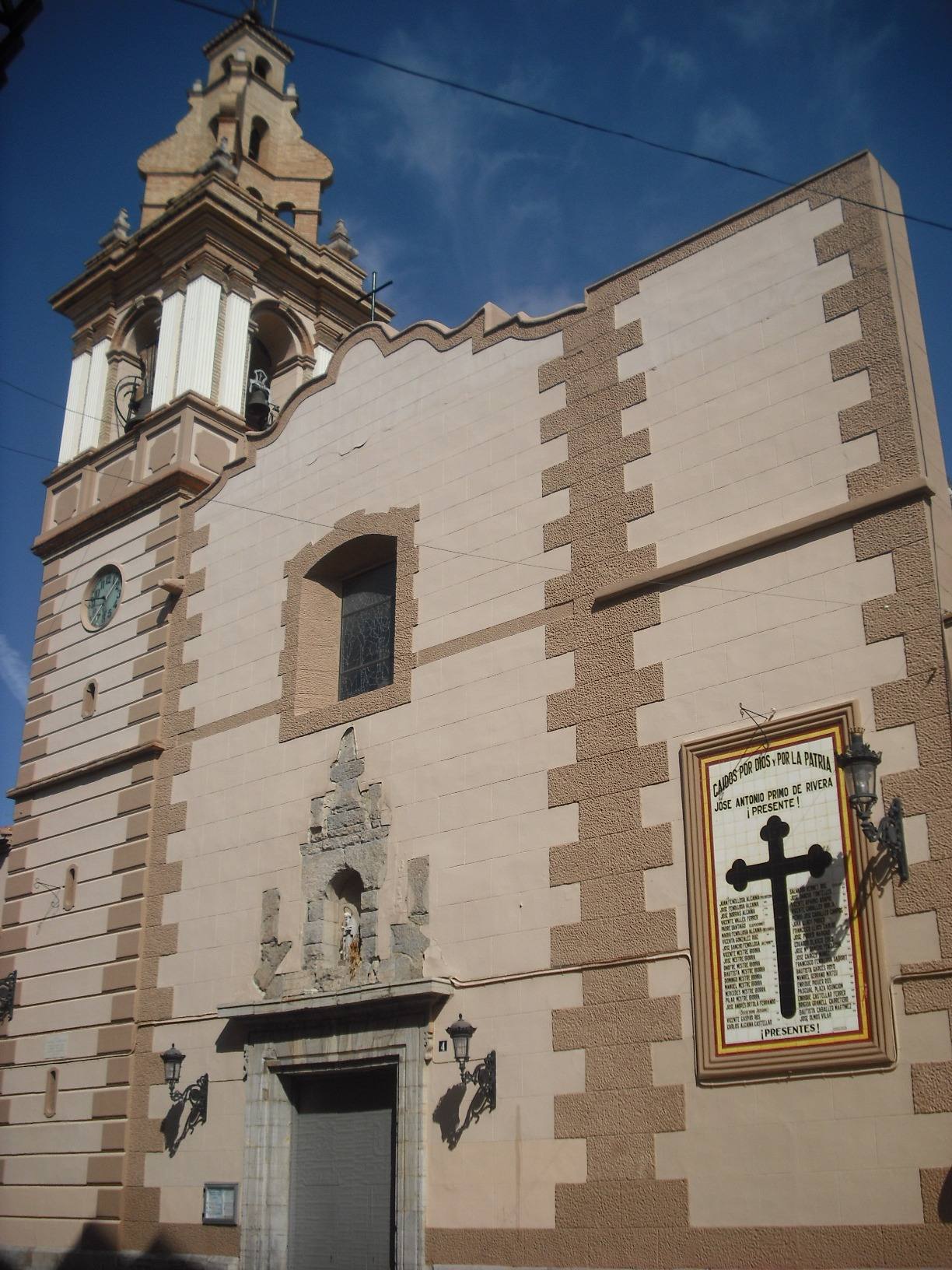
Церква Сан-Антоніо-Абад
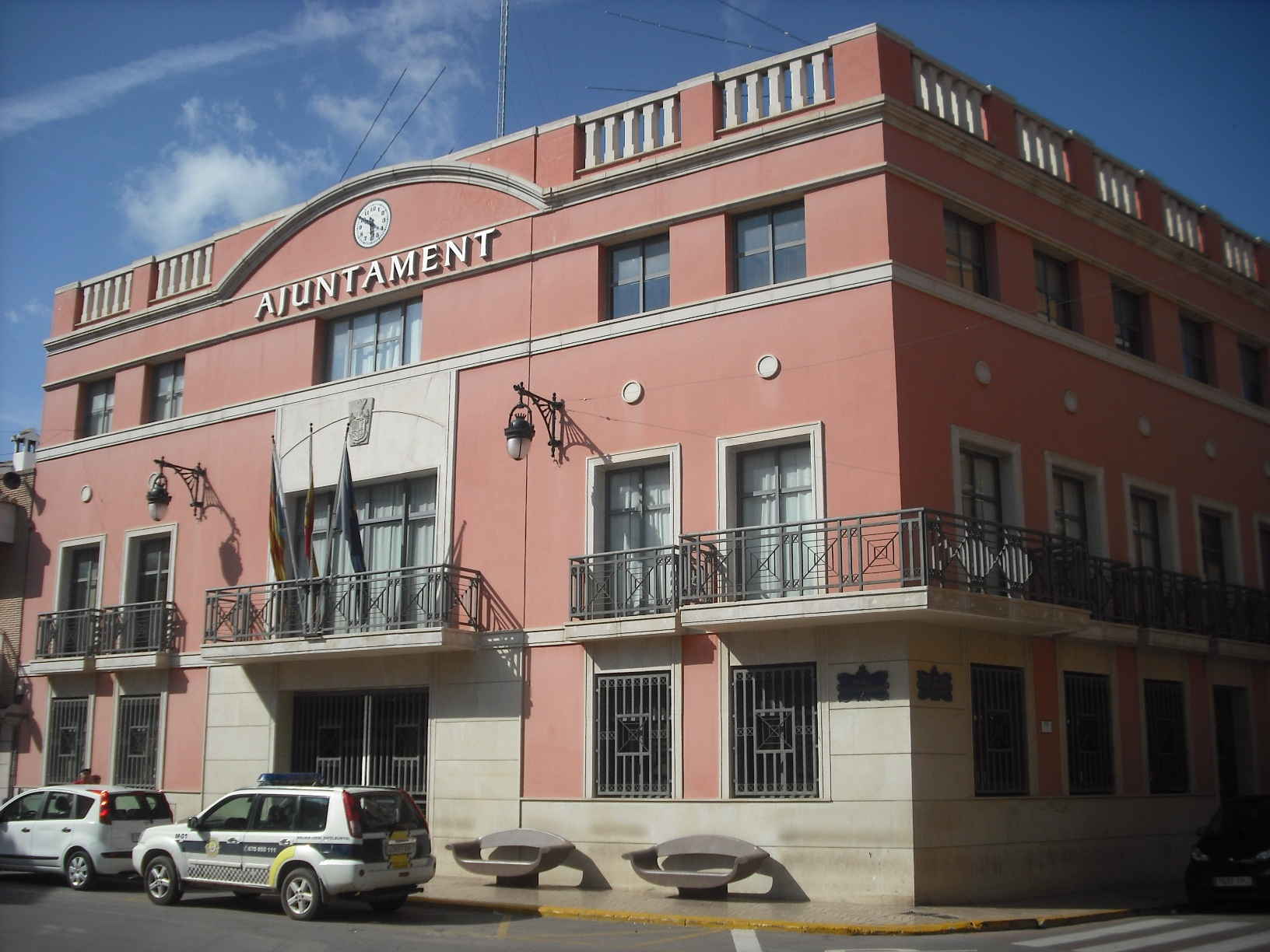
Муніципальна рада